# Lycosa jagadalpurensis
Lycosa jagadalpurensis är en spindelart som beskrevs av Gajbe 2004. Lycosa jagadalpurensis ingår i släktet Lycosa och familjen vargspindlar. Inga underarter finns listade i Catalogue of Life.